# A Idade D'Ouro
A Idade D'Ouro foi um jornal brasileiro editado em Porto Alegre.
Jornal monarquista, iniciou sua publicação em outubro de 1833. Era redigido por Manuel dos Passos Figueroa e Maria Josefa, a primeira mulher jornalista do Brasil, e impresso na tipografia de Fonseca & Cia., com formato 22 x 32 , às segundas e quintas feiras.
O periódico circulou até 20 de fevereiro de 1834, tendo sido editados trinta e dois números, dos quais aparentemente nenhum foi conservado.